# Thorndon
Thorndon is een civil parish in het bestuurlijke gebied Mid Suffolk, in het Engelse graafschap Suffolk met 648 inwoners.